# Média truncada
A média truncada ou média aparada é uma medida estatística de tendência central semelhante à média e à mediana. É calculada retirando uma determinada percentagem de observações, em partes iguais, de uma amostra ou distribuição de probabilidade, nos extremos superior e inferior. Aquela percentagem pode variar entre 5% e 25%. Em algumas regiões da Europa Central, esta média é designada por média de Windsor.

## Exemplos
Por exemplo, se a 8 observações se retirar 12,5%, elimina-se a primeira e a última observação, e só depois se calcula a média. Se noutro exemplo não se conseguir retirar um número exacto de observações, por exemplo, 15% de 10, então calcula-se a média com as duas percentagens mais próximas, 10% (uma observação em cada extremo) e 20% (duas observações em cada extremo), e fazendo uma interpolação em seguida para determinar os 15%.
Um exemplo real da utilização desta média, é a classificação utilizada em alguns desportos onde, após todos os juízes apresentarem as suas classificações, se retira o valor mais alto e o mais baixo do conjunto, e só depois se calcula a média.

## Vantagens
A principal vantagem desta média, face à média aritmética, reside no facto de se retirar as observações extremas, tornando a estimativa da tendência central de maior qualidade.